# Chlamydatus evanescens

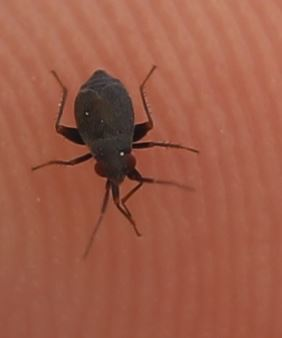

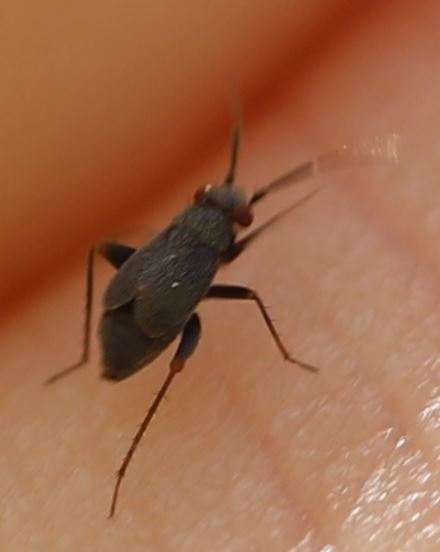

Chlamydatus evanescens, auch als Fetthennen-Weichwanze, Sedum-Wanze,  Sedum-Weichwanze oder Gestutzter Dolling bekannt, ist eine Wanzenart aus der Familie der Weichwanzen (Miridae).

## Merkmale
Die brachypteren Wanzen sind 1,6–2,1 mm lang, die vollgeflügelten (makropteren) Exemplare erreichen eine Körperlänge von 1,9–2,8 mm. Die adulten Wanzen haben fast immer verkürzte (brachyptere) Hemielytren, die nur etwa die Hälfte der Länge des Hinterleibs erreichen. Die Nymphen sind rot gefärbt.

## Vorkommen und Lebensraum
Die Art ist in weiten Teilen Europas verbreitet. Sie kommt auf den Britischen Inseln, in Südskandinavien, in Mitteleuropa und im Mittelmeerraum vor. Nach Osten reicht ihr Vorkommen bis in den Nahen Osten und in die Kaspische Region.
Besiedelt werden trockene und warme bis heiße, kalkreiche und offene Lebensräume.

## Lebensweise
Die Wanzen sind auf Sedum-Arten spezialisiert. Die Hauptfutter- und -wirtspflanzen von Nymphen und Imagines bilden der Scharfe Mauerpfeffer (Sedum acre) und die Weiße Fetthenne (Sedum album). Pro Jahr werden zumindest in Deutschland zwei Generationen ausgebildet. Die adulten Tiere der ersten Generation kann man von Anfang Juni bis Ende Juli beobachten, die der zweiten Generation von Ende August bis Anfang September. Die Überwinterung erfolgt als Imago.
Durch die Begrünung von Flachdächern mit Sedum-Gewächsen gelangt die Wanzenart an neue Standorte, insbesondere in urbane Gebiete wie das Stadtzentrum von London.